# Теба (митологија)
Теба је име неколико хероина из грчке митологије.

## Митологија
- Теба је била Прометејева кћерка по којој је Теба у Беотији добила назив.[1]
- Кћерка Асопа и Метопе, која је са Зевсом имала сина Зета. Према Аполодору, град Теба је добила назив по њој.[1] Била је нимфа Најада која је потицала са извора у том граду. Вероватно је то иста личност као Антиопа, која је са Зевсом имала синове Амфиона и Зета и коју Хомер описује као Асопову кћерку.[2]
- Зевсова кћерка, коју је имао са Јодамом.[3] Са краљем Огигом имала је кћерку Аулију.[4]
- Једна од Амазонки.[4]
- Према Аполодору, могућа Зетова супруга.[5]